# Alpl (Gemeinde Krieglach)
Alpl ist ein Ort in der Marktgemeinde Krieglach in der Steiermark.

## Geographie
Das sehr kleine, nur aus wenigen Häusern bestehende Dorf liegt nördlich unterhalb der tiefsten Einschartung zwischen dem Hochlantsch (1720 m) und dem Stuhleck (1782 m), am Übergang der Weizer Straße (B72) über das Alpl. Zum Ort gehören weiters mehrere verstreut liegende Höfe, die sich bis ins südlich angrenzende St. Kathrein am Hauenstein ziehen.

## Geschichte
Im 18. Jahrhundert bestand Alpl aus vielen verstreuten Höfen und verfügte über kein Ortszentrum. 1864 wurde die Katastralgemeinde Alpl in die neu entstandene Gemeinde Krieglach eingemeindet. Der heutige Ort entstand im frühen 20. Jahrhundert bei der Lage Steinbauer, an der das Wegenetz des von Osten kommenden Allitschgrabens und die Verbindungswege in die Waldheimat auf die Passstraße treffen. Getrieben war diese Entwicklung auch durch den Waldheimathof, ein Hotel mit angeschlossenem Skigebiet, das mit vier Liften und einem Babylift auch zahlreiche Tagesgäste ansprach. Der Betrieb wurde jedoch Ende 2014 eingestellt.

## Sehenswürdigkeiten

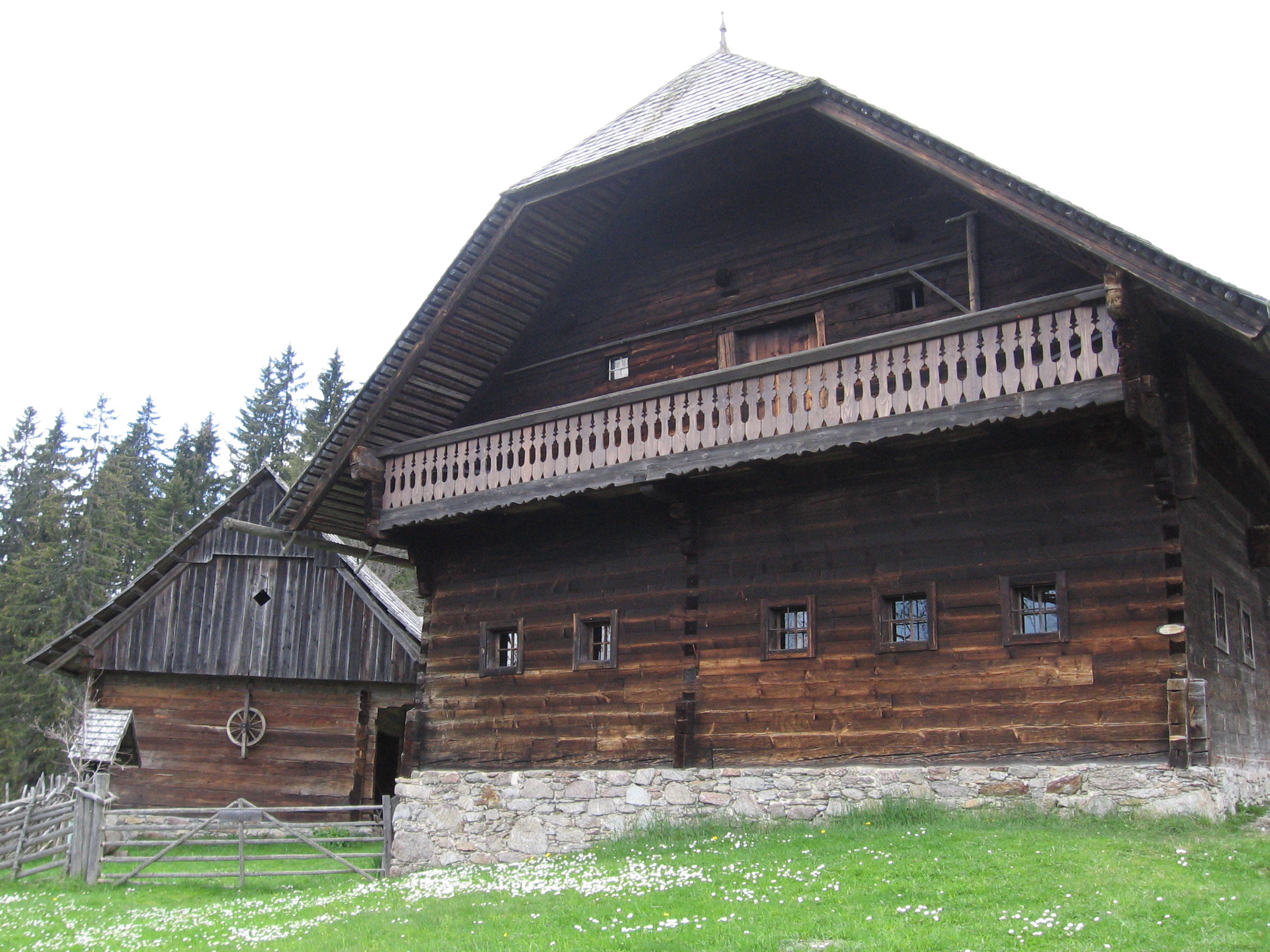
Der Kluppeneggerhof, Roseggers Geburtshaus in der Waldheimat

- Kluppeneggerhof, Geburtshaus von Peter Rosegger, der hier auch seine Kindheit verbrachte[3] Das Museum wird von Universalmuseum Joanneum betrieben.
- Waldschule Alpl, 1902 errichtete Schule, beherbergt heute das Österreichische Wandermuseum

## Tourismus
Durch den Ort verlaufen zahlreiche Wanderwege, darunter der Zentralalpenweg 02, der Steirischen Mariazellerweg (Route 06B) sowie der Steirische Voralpenweg 740.

## Persönlichkeiten
- Peter Rosegger (1843–1918), Schriftsteller, Poet und Heimatdichter, wuchs hier auf